# 116 Pułk Piechoty (II RP)
116 Pułk Piechoty (116 pp) – rezerwowy oddział piechoty Wojska Polskiego II RP. 
116 Pułk Piechoty nie występował w organizacji pokojowej Wojska Polskiego. Został zmobilizowany zgodnie z planem mobilizacyjnym „W”. W składzie 41 Dywizji Piechoty (Rezerwowej) walczył w kampanii wrześniowej 1939.

## Organizacja i obsada personalna
Organizacja wojenna i obsada personalna 116 pp we wrześniu 1939 roku:
dowództwo pułku i pododdziały pozabatalionowe (Szkoła Podchorążych Piechoty)
- dowódca – ppłk piech. Mieczysław Chamerski[a]
- adiutant – kpt. Bolesław Proń
- oficer łączności – kpt. łącz. Mieczysław Bolesław Hawryluk
- dowódca plutonu pgaz. – por. Stanisław Domagalski (do 9 IX 1939 → dowódca kompanii 116 pp rez.)

I batalion (Szkoła Podchorążych Piechoty)
- dowódca – mjr piech. Emil Cimura

II batalion (71 pułk piechoty w Zambrowie)
- dowódca – kpt. piech. Wacław Miciński

III batalion (33 pułk piechoty w Łomży)
- dowódca – mjr piech. Władysław Galica